# Pseudoseisura unirufa
El cacholote crestigrís o caserote colorado (en Paraguay) (Pseudoseisura unirufa), es una especie de ave paseriforme de la familia Furnariidae perteneciente al género Pseudoseisura. Habita en el centro de  Sudamérica. 

## Distribución y hábitat
Se distribuye por el centro norte y este de Bolivia (Beni, extremo noroeste y sureste de Santa Cruz), suroeste de Brasil (sur de Mato Grosso, Mato Grosso do Sul) y norte de Paraguay (Alto Paraguay).
Esta especie es considerada bastante común en su hábitat natural: los bordes de bosques de galería, humedales, en islas de vegetación en sabanas estacionalmente inundables (Pantanal) y en árboles cerca de edificaciones, por debajo de los 500 m de altitud.

## Descripción
Mide entre 20 y 21 cm de longitud y pesa entre 42 y 57 g. Su plumaje es uniformemente rufo-canela. Presenta un copete espeso con tonos grisáceos, usualmente erizado. Su iris es amarillo. Es corpulento y de cola bastante larga.

## Comportamiento
En general es arborícola, pero puede descender al suelo, donde saltita o camina con paso inseguro. La pareja acostumbra permanecer cerca del nido.

### Alimentación
Se alimenta principalmente de insectos y otros invertebrados, pero es omnívoro.

### Reproducción
El nido es usualmente un enorme amasijo de ramas y palos colocados en un árbol o arbusto.

### Vocalización
Su canto, fuerte e inconfundible, es dado en dúo y oído con frecuencia; un ave da una serie descendiente de notas «chip», que aceleran hasta un tartamudeo continuo; la pareja da una serie rápida de notas «che», el final es medio balbuceante. Recuerda la voz del hornero (Furnarius rufus).

## Sistemática

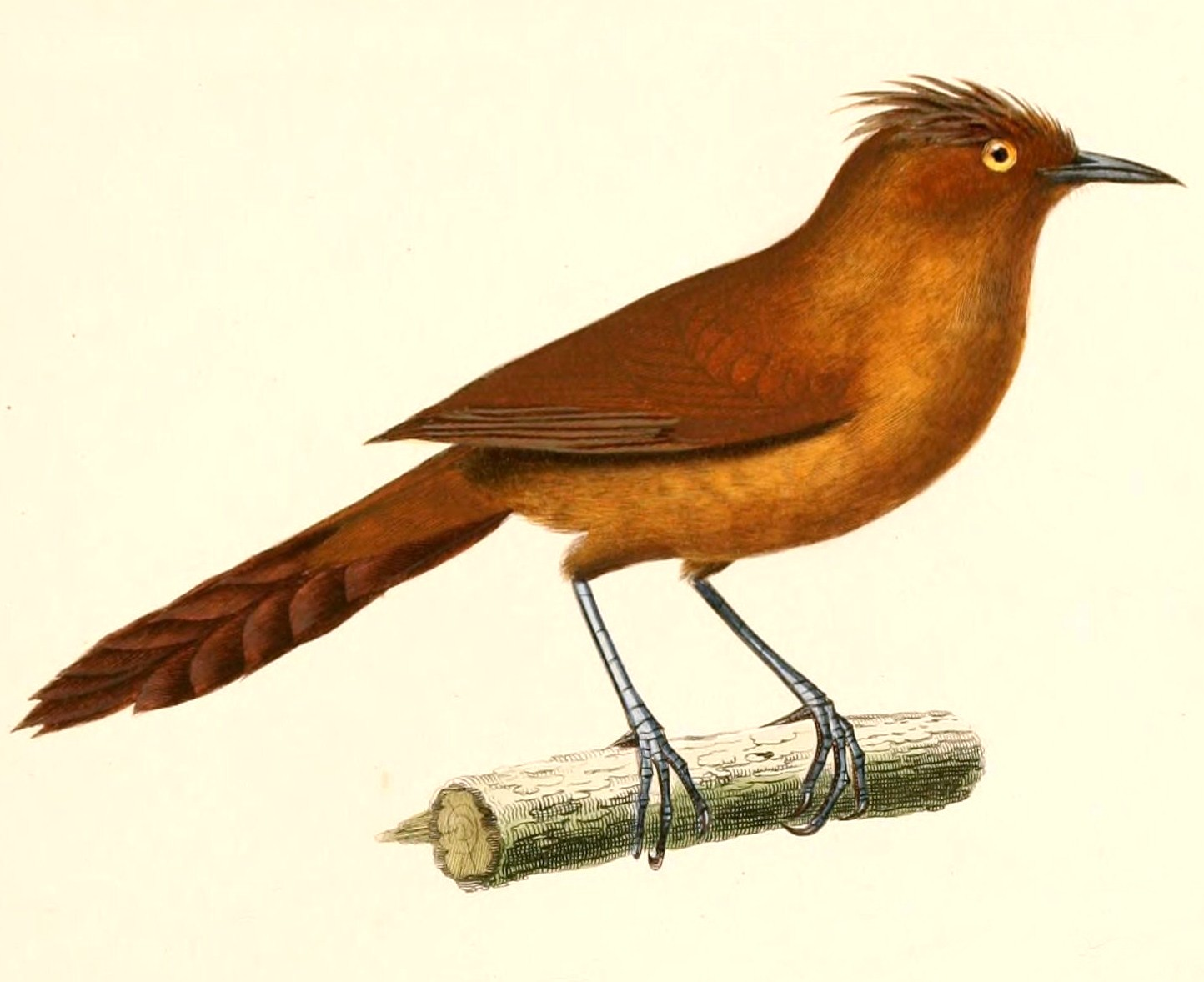
Anumbius unirufus = Pseudoseisura unirufa; ilustración en d'Orbigny Voyage dans l'Amérique méridionale, 1847.

### Descripción original
La especie p. unirufa fue descrita por primera vez por los naturalistas franceses Alcide d'Orbigny y Frédéric de Lafresnaye en 1838 bajo el nombre científico Anabates unirufus; la localidad tipo es: «Moxos (= Beni), Bolivia».

### Etimología
El nombre genérico femenino «Pseudoseisura» se compone de las palabras del griego «ψευδος pseudos»: falso, y «σεισουρα seisoura»: ave mencionada por Hesiquio y posteriormente identificada como las lavanderas del género Motacilla del Viejo Mundo, significando «falso Motacilla»; y el nombre de la especie «unirufa», se compone de las palabras del latín  «uni»: único, singular, y «rufus»: rufo; significando «de un único color: rufo».

### Taxonomía
El género no tiene parientes cercanos obvios dentro de su familia. La presente especie es pariente cercana de Pseudoseisura cristata y antes era considerada una subespecie de la misma, pero Zimmer & Whittaker (2000) presentaron evidencias para considerar P. unirufa como especie separada. Difieren ecológica y vocalmente (diferencias importantes en la vocalización fueron demostradas mediante experimentos de «playback»), y posiblemente también en el sistema social y arquitectura del nido. 
A pesar del aislamiento geográfico de las dos poblaciones de la presente especie, no hay diferencias evidentes de plumaje que puedan respaldar la designación de subespecies. Es monotípica.